# Fadschr (Gebet)
Fadschr (arabisch صلاة الفجر ṣalāt al-faǧr) ist eines der fünf obligatorischen Gebete im Islam.
Es ist das erste Gebet des Tages und findet in den frühen Morgenstunden statt. Im Monat Ramadan markiert es gleichzeitig den Beginn des täglichen Fastens.

## Gebetszeit
Die Zeit des Fadschr-Gebets beginnt mit Einsetzen der Morgendämmerung und endet mit Sonnenaufgang. Die verschiedenen Rechtsschulen setzen den Beginn der Morgendämmerung verschieden fest, so dass es zu einer unterschiedlichen langen Zeitspanne zur Verrichtung des Gebets kommt.

## Zusammensetzung
Das Fadschr-Gebet besteht aus zwei Rakʿa Sunna und aus zwei Rakʿa Fard.
Das Fadschr-Gebet darf, anders als die längeren Gebete des Tages, auch während einer Reise oder in einer vergleichbaren Situation nicht gekürzt werden. Die zwei Rakʿa Fard sind verpflichtend.